# بوغدان أدامشيك
بوغدان أدامشيك (بالبولندية: Bogdan Adamczyk)‏ (27 أكتوبر 1935 برادوم في بولندا - ) هو لاعب كرة قدم بولندي في مركز الهجوم. لعب مع ليخيا غدانسك.

## وصلات خارجية
1. ↑  90minut.pl (بالبولندية), QID:Q2818677